# Stonkoe
Stonkoe es una villa a orillas del río Saramacca, en la zona centro-este de Surinam. Se encuentra ubicada en el distrito de Sipaliwini, a unos 100 m sobre el nivel del mar. Su población es aproximadamente 70 habitantes.
Se encuentra a unos 40 km al oeste del embalse de Brokopondo y a unos 220 km al sur de Paramaribo. Entre las localidades y villas vecinas se encuentran Asenebo (a unos 6 km al sureste), y Makajapingo (unos 4 km al norte).